# Laxeys vattenhjul

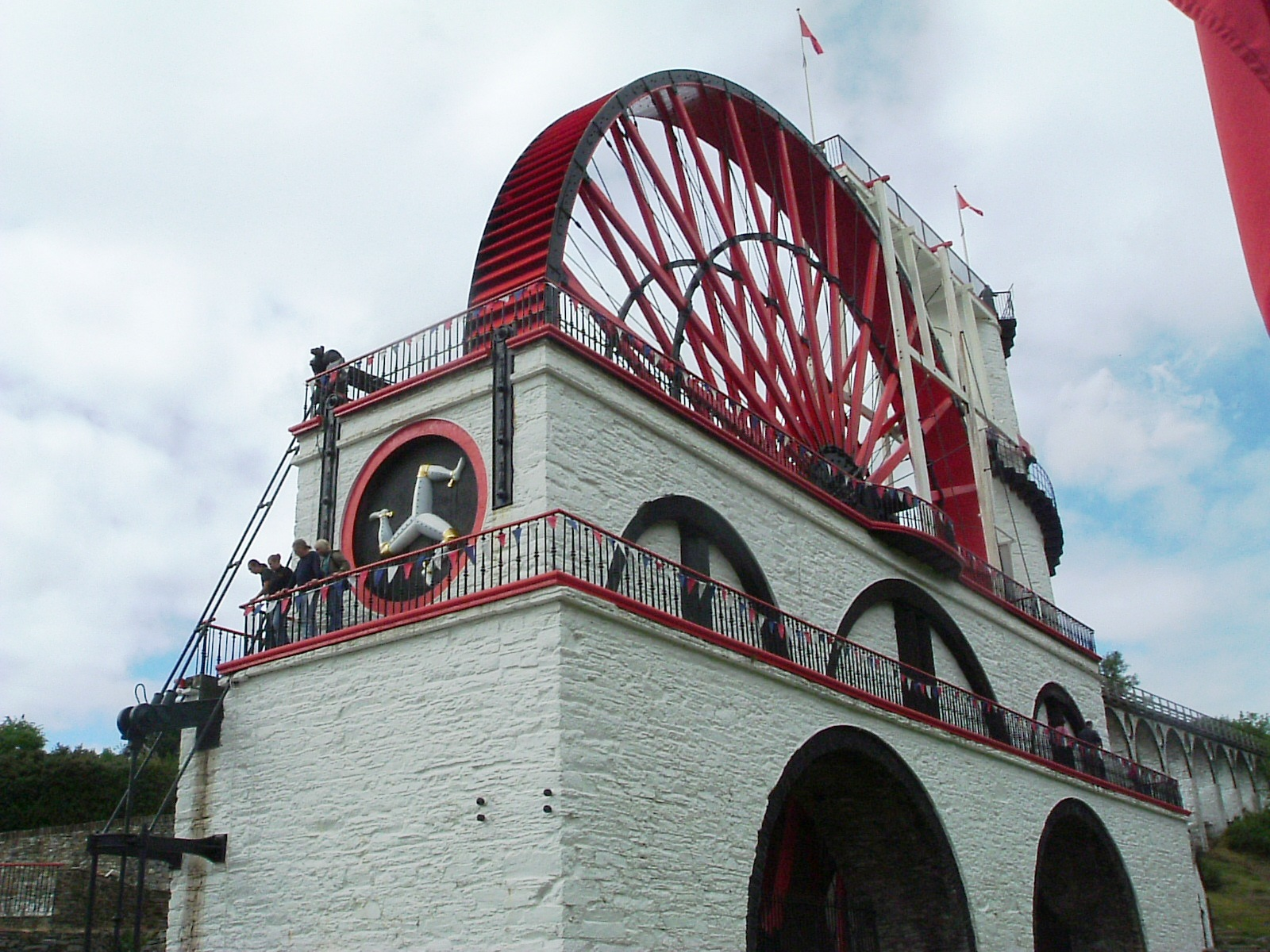
Laxeys vattenhjul

Laxeys vattenhjul, (engelska:The Laxey Wheel) som också kallas för Lady Isabella efter den dåvarande guvernören Charles Hopes hustru, är ett stort vattenhjul i det forna gruvsamhället Laxey på Isle of Man. Det fanns ett antal zink-, bly-, silver- och koppargruvor i området. Hjulet var designat av ingenjören Robert Casement och byggdes år 1854 för att pumpa upp vattnet från gruvorna. Invigningen ägde rum den 27 september 1854. Det mesta av hjulet är gjort av trä medan de delar som utsätts för mest påfrestning är av metall. Man valde att bygga en vattendriven pump för att Isle of Man inte har någon tillgång på kol.
Vatten från omgivningen, inklusive den närliggande floden, samlas i en cistern som är belägen högre än toppen av hjulet. Ett rör ansluter cisternen till toppen av hjulet och höjdskillnaden gör att vattnet rinner upp i tornet utan problem. Vattnet faller sedan mot träribbor runt om hjulet och sätter det i rotation i vad som kallas för "omvänd riktning". Vevslängen är kopplad till en motvikt och en mycket lång stång. Denna stång rör sig fram och tillbaka längs en stångviadukt till pumpschaktet där den horisontella rörelsen konverteras till en vertikal rörelse som används för att pumpa upp vattnet från gruvan. 
Idag driver Manx National Heritage Laxeys vattenhjul som tros vara det största fungerande vattenhjulet i Europa. Hjulet har en diameter på 22 m.